# Santa Gadea (Alfoz de Santa Gadea)
Santa Gadea es una localidad situada en el Alfoz de Santa Gadea, del que es capital, área administrativa de Las Merindades, provincia de Burgos, comunidad de Castilla y León (España).
|                    | Norte: Arija  |              |
| Oeste: La Aguilera |               | Este: Arnedo |
|                    | Sur: La Serna |              |

Wikimapia. Localización de Santa Gadea

## Vías de comunicación
- Desde la  N-623  llegando a Cilleruelo de Bezana se coge la  BU-642 . En Herbosa se coge la  BU-V-6421  que  llega a Montejo de Bricia. Desde Montejo se coge la  BU-V-6423  y se llega a Higón y luego Santa Gadea.

- Continuando por la misma  BU-642  se llega a Arija, donde se coge la  BU-V-6423 . Siguiendo  esta carretera se llega a Quintanilla de Santa Gadea, Santa Gadea e Higón.[2]

- Dentro del terreno del pueblo hay una carretera para acceder a pueblos como Bustidoño y Malataja por la que se llega al monte Hijedo.

- La estación de ferrocarril más cercana está en Arija y pertenece al ferrocarril  Bilbao-La Robla.

## Datos geográficos
Artículo principal: Alfoz de Santa Gadea: Geografía
Como todo el alfoz, está en el área meridional de la cordillera Cantábrica, lo cual condiciona bastantes de sus componentes como la climática, biogeografía, dedicación de sus habitantes y demás.
Concretando, el relieve de este pueblo es irregular aunque relativamente llano.
El núcleo de población se sitúa en un terreno llano. Al sur y al este hay elevaciones que llegan a algo más de 1000 m s. n. m. como el cerro Orcacía y Otero.

## Biota
Véase: Alfoz de Santa Gadea: Biota
También hay alguna repoblación de pinos, como en Riconchos, en áreas previamente deforestadas en siglos pasados para aprovecharla como tierras de labor o para pastos.

## Historia
En la Edad Contemporánea así describe este pueblo el diccionario de Pascual Madoz:

Villa en la provincia, diócesis, audiencia territorial y c.g. de Burgos (14 leguas), partido judicial de Sedano (8), ayuntamiento titulado de Alfoz de Santa Gadea
Situada en llano donde le combaten comunmente los vientos del N. y NO.; el clima es frío y las enfermedades más frecuentes pulmonías y dolores reumáticos.
Tiene 54 casas, entre ellas la de concejo, cárcel, escuela de primeras letras concurrida por 60 alumnos y dotada de 800 reales anuales, iglesia parroquial (San Andrés Apóstol), servida por un cura párroco de provisión del ordinario, 3 ermitas en el término dedicadas a Santa Agueda, San Roque y San Mamés (esta última está destinada para cementerio), y 4 fuentes dentro de la población y otras muchas fuera de ella, la mayor parte de aguas ferruginosas y sulfurosas.
Confina N. San Vicente; E. Igón; S. los Riconchos y la Serna, y O. Quintanilla Santa Gadea. El terreno es de tercera calidad, comprendiendo parte del famoso monte de Higedo. Los caminos son de pueblo a pueblo; y la correspondencia se recibe de Reinosa y Soncillo.
Produce patatas en abundancia, centeno, trigo y legumbres; ganado vacuno, caballar y lanar; y caza de liebres, perdices, palomas, corzos, jabalíes y osos. Industria: la agrícola; Población 42 vecinos, 169 almas.
Capital producido 122.000 reales; impuestos 13.038. contribución 4.141 reales 2 maravedíes.

### Topónimo
Ante la denominación del alfoz con el mismo topónimo que el pueblo es probable que se tomara como referente al pueblo-capital y no a la inversa. En el próximo Alfoz de Bricia también parece que toma su nombre de un pueblo del alfoz, Bricia.
Con respecto al referente “de Alfoz”, en el siglo XIX la ley municipal de 1877 recomendaba que los municipios que tenían poblaciones homónimas, para distinguir unas de otras, referenciaran su nombre. En consecuencia, a tal topónimo se le añadió “de Alfoz”.

## Urbanismo
El pueblo forma una unidad alargada en torno a una calle principal, estrechándose por el centro. El espacio entre las casas es armonioso sin apelotonarse en exceso.
Se distinguen dos barrios, el Barrio de Arriba y el Barrio de Abajo.
El tipo de casas es el más adecuado para soportar los condicionantes climáticos. Están construidas con tejado a dos o cuatro aguas, de 2-3 plantas y suelen tener balcón o galerías apoyados en mensulones. Suelen estar orientados al sur para aprovechar, sobre todo en invierno, el Sol y además proteger de las lluvias y vientos del norte. Tenían un uso pues en ellos se solían secar aquellos productos que necesitaban calor, caso de nueces si las había o cualquier otro tipo de frutos de la tierra como legumbres o incluso de la matanza si era menester.

## Arquitectura

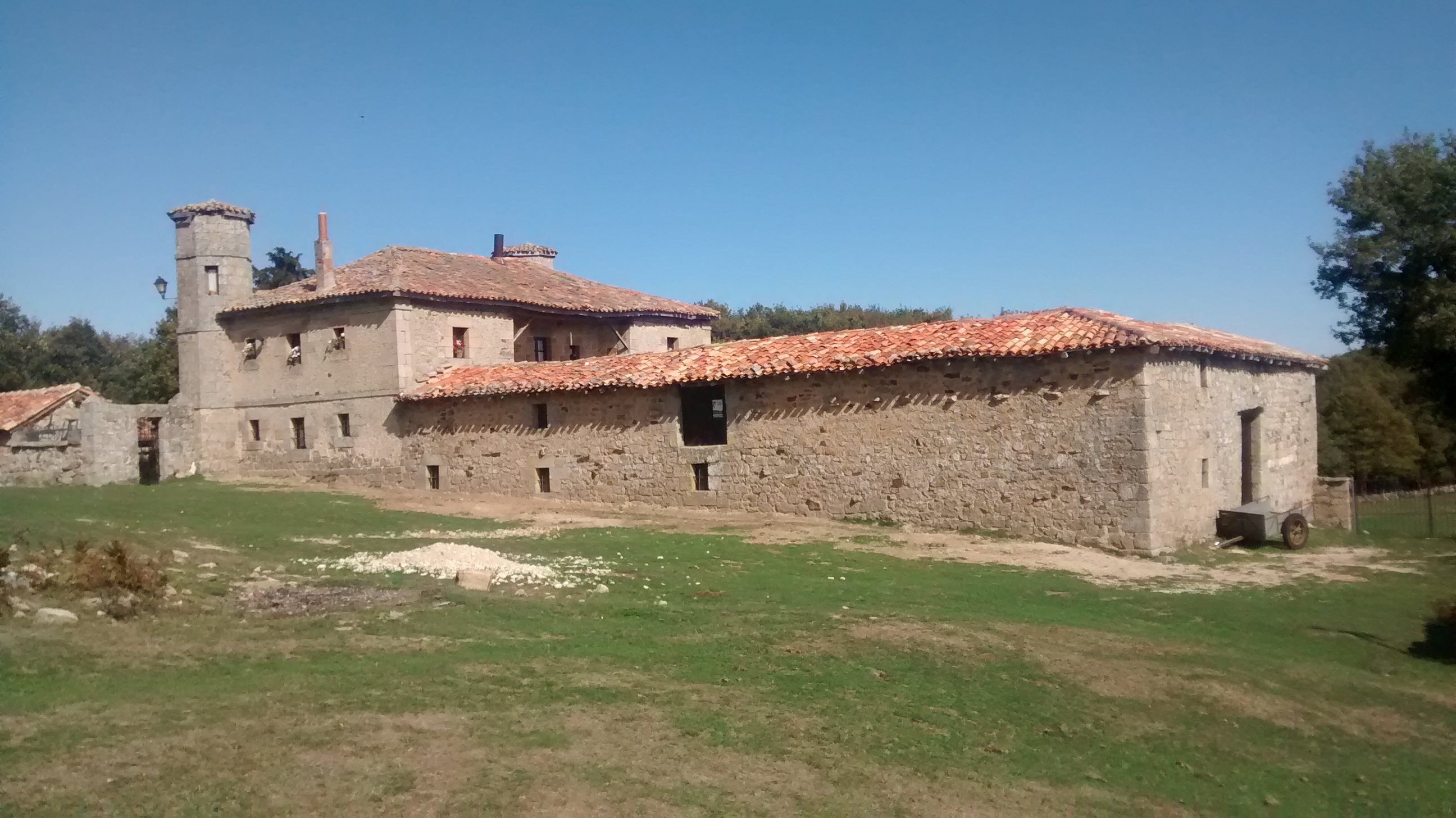
Cabaña de Hijedo.

Como en todos los pueblos, destaca la iglesia por su volumen así como otros edificios religiosos como las ermitas de Santa Águeda y San Roque además de dos humilladeros.
Hay una casona de grandes proporciones. Es el resultado de la unión de varias construcciones de diferentes épocas. Destaca un escudo con yelmo frontal, bajo corona condal y un reloj de sol. Este escudo puede que lo mandaran colocar en 1677.
En 1705 se construyó el edificio del ayuntamiento.  En el dintel de su balcón aparece la siguiente inscripción: "ESTA OBRA SE FIZO AÑO DE 1705 - SIENDO ALCALDE DON MARCOS DE LUZIO VILLEGAS".
Este pueblo consiguió en el año 2014 el premio provincial a la conservación del patrimonio urbano rural.

### La Cabaña
También llamada Casa Monte está en el monte Hijedo. Reúne vivienda, cuadras para el ganado, una capilla y algunas cosas más.
Fue construida por Manuel Fernández-Navamuel en el siglo XIX como lugar de recreo personal. Luego ha pasado por diversos propietarios y en la actualidad también su área se utiliza como lugar de solaz y diversión.
La conservación en buen estado de esta arquitectura popular de piedra vista ha sido reconocido y galardonado a nivel provincial.

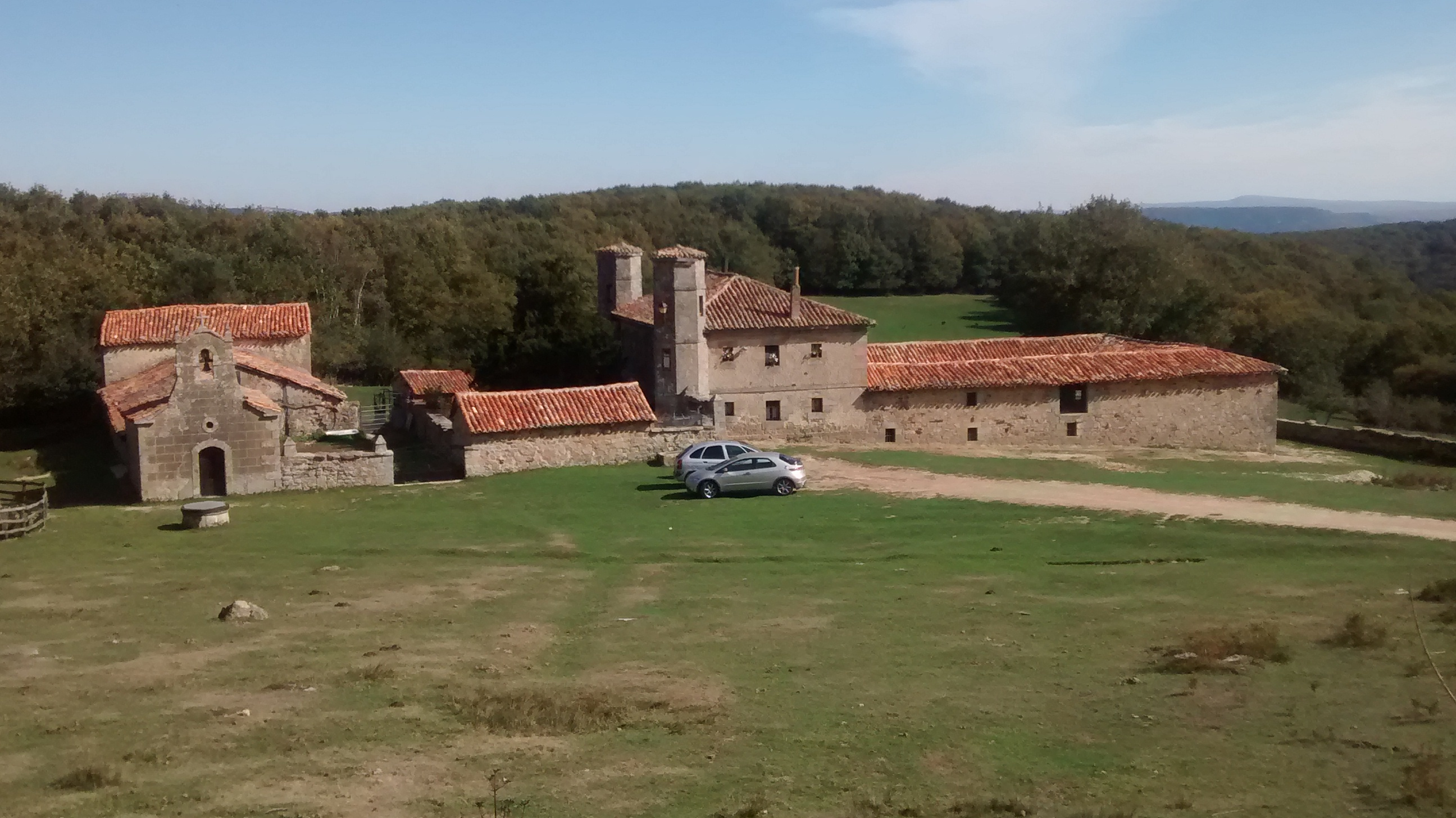
Cabaña de Hijedo.